# محبة النحاس الجيلاردية
محبة النحاس الجيلاردية (الاسم العلمي: Cupriavidus gilardii) هي نوع من البكتيريا، سلبية الغرام، تتبع جنس محبة النحاس.